# Leffincourt
 Leffincourt  es una población y comuna francesa, en la región de Champaña-Ardenas, departamento de Ardenas, en el distrito de Vouziers y cantón de Machault.
Está integrada en la Communauté de communes de l'Argonne Ardennaise.

## Demografía
| 267 | 271 | 271 | 284 | 387 | 342 | 390 | 420 | lac. | lac. | 465 | 367 | 372 | 374 | 360 | 366 | 349 | 350 | 337 | 318 | 248 | 291 | 288 | 286 | 242 | 231 | 232 | 205 | 170 | 176 | 160 | 149 | 169 | 169 |
| Para los censos de 1962 a 1999 la población legal corresponde a la población sin duplicidades (Fuente: INSEE [Consultar]) |     |     |     |     |     |     |     |      |      |     |     |     |     |     |     |     |     |     |     |     |     |     |     |     |     |     |     |     |     |     |     |     |     |